# 葛西村
葛西村（かさいむら）はかつて東京府南葛飾郡に存在した自治体。現在の東京都江戸川区の南部に位置する。江戸川区の地名として現存する。

## 歴史

### 沿革
- 1889年（明治22年）5月1日 - 町村制の施行に伴い、東宇喜田村、長島村の各全域と、以下の4村の各一部が合併して成立（カッコ内は残部の編入先）。
  - 桑川村（船堀村）
  - 西宇喜田村（船堀村）
  - 下今井村（瑞穂村）
  - 二ノ江村（瑞穂村）
- 1932年（昭和7年）10月1日 - 南葛飾郡全域が東京市に編入。葛西村の区域は江戸川区となる。

## 交通
現在は東京メトロ東西線の葛西駅、西葛西駅が存在するが、葛西村が存在した当時は開業していなかった。

## 現在の地名
宇喜田町、北葛西（一丁目の一部は旧船堀村）、中葛西、西葛西、東葛西、南葛西、堀江町（現在の葛西地区に存在する清新町、臨海町 は合併後に編入された公有水面埋立地）

## 村長
- 田中源

## 出身者
- 宇田川芳雄 - 政治家、元衆議院議員、元東京都議会議員。元衆議院議員島村一郎の秘書。